# Lliga de Belize de futbol
La Lliga de Belize de futbol (oficialment Belize Premier Football League (BPFL)) fou la màxima competició de Belize de futbol.
Belize fou colònia britànica fins a l'any 1981. Fins aquesta data es disputaven al país diversos campionats del districtes, com la Lliga de Belize City de futbol, i un campionat interdistricte. La primera lliga semi-professional es disputà el 1991. La darrera edició es disputà el 2011, quan es fusionà amb la Super League of Belize per crear la Premier League of Belize.

## Historial
Font:

### Campionat Interdistricte
Llista no complerta.
- 1962: Stann Creek
- 1969-70: FC San Joaquín
- 1971: FC San Joaquín
- 1972-73: Queen's Park Rangers
- 1973-74: Queen's Park Rangers
- 1976-77: Queen's Park Rangers
- 1977-78: Mighty Avengers FC
- 1978-79: Queen's Park Rangers

### Campionat Nacional
Llista no complerta. Equips participants en la Copa de Campions de la CONCACAF.
- 1984-85: Real Verdes
- 1986-87: Coke Milpros
- 1987-88: Acros Duurly's
- 1988-89: Acros Duurly's
- 1990-91: Acros Duurly's i Real Verdes

### Belize Semipro Football League[3]
- 1991-92: La Victoria (Corozal)
- 1992-93: Acros Caribe (Belize City)
- 1993-94: La Victoria (Corozal)
- 1994-95: Acros Crystal (Belize City)
- 1995-96: Suga Boys Juventus (Orange Walk)
- 1996-97: Suga Boys Juventus (Orange Walk)

### Belize Football League
- 1997-98: Suga Boys Juventus (Orange Walk)
- 1998-99: Suga Boys Juventus (Orange Walk)
- 1999-00: Sagitún (Independence)
- 2000-01: Kulture Yabra FC (Belize City)
- 2001-02: Kulture Yabra FC (Belize City)

### FFB "A" Tournament
- 2002-03: New Site Erei (Dangriga)
- 2003-04: Boca Juniors

### BPFL Regent Challenge Champions Cup (lliga dissident)
- 2002-03: Sagitún (Independence)
- 2003: Kulture Yabra FC (Belize City)
- 2004: Sagitún (Independence)

### Belize Premier Football League
- 2005: Suga Boys Juventus (Orange Walk)
- 2005-06: New Site Erei (Dangriga)
- 2006: New Site Erei (Dangriga)
- 2006-07: FC Belize (Belize City)
- 2007: FC Belize (Belize City)
- 2007-08: Hankook Verdes (San Ignacio)
- 2008-09: Ilagulei FC (Dangriga)
- 2009: Nizhee Corozal (Corozal)
- 2009-10 O: Belize Defence Force
- 2009-10 C: Belize Defence Force
- 2010-11 O: Belize Defence Force

O-Obertura, C-Clausura